# Alegeri în Coreea de Nord
Alegerile din  Coreea de Nord  sunt ținute la fiecare cinci ani. La nivel național, în Coreea de Nord se alege Adunarea Supremă a Poporului (SPA). În plus, față de alegerea Adunării Populare Supreme, oamenii aleg reprezentanți în orașe, județe și provincii. Alegerile în Coreea de Nord sunt non-competitive, fără opoziție, cu  candidați pentru fiecare oficiu aleși în prealabil de către organizațiile de partid.
Coreea de Nord este de facto  un stat cu un singur partid, ca Partidul Muncitorilor din Coreea,ce  deține practic toată puterea și este, de departe cel mai proeminent. Există două partide minore:  Partidul Chondoist Chongu și Partidul coreean Social Democrat, dar ei sunt obligați prin lege să accepte poziția Partidului Muncitorilor. Toți candidații la alegeri trebuie să fie membri ai Frontului Democratic pentru Reunificarea Patriei.  Partidul Muncitorilor din Coreea domină și deține aproape toate locurile, cu excepția câtorva  locuri,iar celelalte două părți sunt obligate să accepte conducerea Partidului Muncitorilor. Fiecare partid poate desemna candidați și Frontul Democrat selectează un singur candidat pentru fiecare birou. Această listă de candidați este apoi prezentată alegătorilor, care votează  cu da sau nu  prin vot secret.  În acest fel, alegătorii nu  aleg reprezentanții, dar ratifică candidații selectați de către partid. Conform rapoartelor oficiale, prezența la vot este aproape 100%, și  aprobarea candidaților Frontului Democrat este  aproape în unanimitate.
Membrii Adunării Populare Supreme sunt aleși pentru un termen de cinci ani, și se întâlnesc la întrunirile Adunării Supreme a Poporului  până la zece zile pe an. Adunarea Populară Supremă alege o comisie permanentă, cunoscut sub numele de Prezidiu, care exercită funcții legislative în cazul în care Adunarea nu este în ședință. Se alege, de asemenea, președintele Comisiei Naționale de Apărare, directorul executiv al țării șef, și premierul.

## Ultimele alegeri
Cele mai recente alegeri a avut loc pe 03.08.2009. În ziua următoare, mass-media din Coreea de Nord a anunțat că Kim Jong-il a fost reales în unanimitate în parlament, deși nici unul dintre fiii săi nu au fost printre persoanele numite în parlament. Comisia de alegeri a precizat de asemenea că 99,98% din totalul alegătorilor înscriși cu drept de vot  au luat parte la vot , cu  100% voturi pentru candidatul lor în fiecare district. Toate scaunele au fost câștigate de Frontul Democratic pentru Reunificarea Patriei, sub controlul Partidului Muncitorilor.